# ゴールドマン環境賞
ゴールドマン環境賞（ゴールドマンかんきょうしょう）は、環境保護に功績のあった草の根の運動家に与えられる賞である。
アメリカの保険会社の会長であったリチャード・ゴールドマンと、妻のローダ・ゴールドマンによって1990年に設立された。その権威から「環境分野のノーベル賞」「ノーベル環境賞」と言われることもあるが、毎年大陸ごとに受賞者が決められるのが特徴である。賞金は12万5000ドル。賞を授与するゴールドマン環境財団の本部はアメリカのサンフランシスコにある。

## 選考方法
世界21の環境団体と25ヶ国以上の環境専門家が候補者を推薦し、その中からゴールドマン財団の環境賞審議委員会が選ぶ。アフリカ、アジア、島嶼国、ヨーロッパ、南北アメリカの6つの地域から基本的に1人・1団体ずつが選ばれる。

## 歴代受賞者

### 1990年
- ロバート・ブラウン オーストラリア
- ルイス・ギブス（英語版） アメリカ
- ジャネット・ギブソン（英語版） ベリーズ
- ハリソン・ガウ・レイン（英語版） マレーシア
- ヤノス・ヴァルガ（英語版） ハンガリー
- マイケル・ウェリケ（英語版） ケニヤ

### 1991年
- 黒田洋一 日本
- サミュエル・ラブッデ（英語版） アメリカ
- ワンガリ・マータイ ケニヤ
- エヴァリスト・ヌクア（英語版） ペルー
- 子どもの熱帯雨林（英語版）（イーハ・カーン、ローランド・ティエンスー）スウェーデン
- キャス・ウォレス（英語版） ニュージーランド

### 1992年
- ジェトン・アンジェイン・マーシャル（英語版） アイスランド
- ワジャ・エグナンコウ（英語版） コートジボワール
- クリスティーヌ・ジャン（英語版） フランス
- コリーン・マクローリー（英語版） カナダ
- メダ・パトカー（英語版） インド
- カルロス・アルベルト・ヒカルド（英語版） ブラジル

### 1993年
- マーガレット・ヤコブソン（英語版）、ガルス・オーウェン・スミス（英語版）　ナミビア
- ユアン・マイヤー（英語版） コロンビア
- 戴晴（英語版） 中国
- ジョン・シンクレア（英語版） オーストラリア
- ジョアン・トール（英語版） アメリカ
- スヴィアトスラヴ・ザベリン（英語版） ロシア

### 1994年
- マシュー・クーン・カム（英語版） カナダ
- トゥエニャイ・ディーテス（英語版） タイ
- ライラ・イスカンダル・カメル（英語版） エジプト
- ルイス・マーカス（英語版） エクアドル
- ヘッファ・シューキング（英語版） ドイツ
- アンドリュー・シモンズ（英語版） セントビンセント

### 1995年
- オーロラ・カスティロ（英語版） アメリカ
- チェ・ヨル（英語版） 韓国
- ノア・イデチョン（英語版） パラオ
- エマ・マスト（英語版） イギリス
- リカルド・ナバロ（英語版） エルサルバドル
- ケン・サロ＝ウィワ ナイジェリア

### 1996年
- ンジャキラ・アムーティ（英語版） ウガンダ
- ビル・バランタイン (環境活動家)（英語版） ニュージーランド[1]
- エドウィン・バスティロス（英語版） メキシコ
- M・C・メタ（英語版） インド
- マリナ・シルバ ブラジル
- アルベナ・シメノヴァ（英語版） ブルガリア

### 1997年

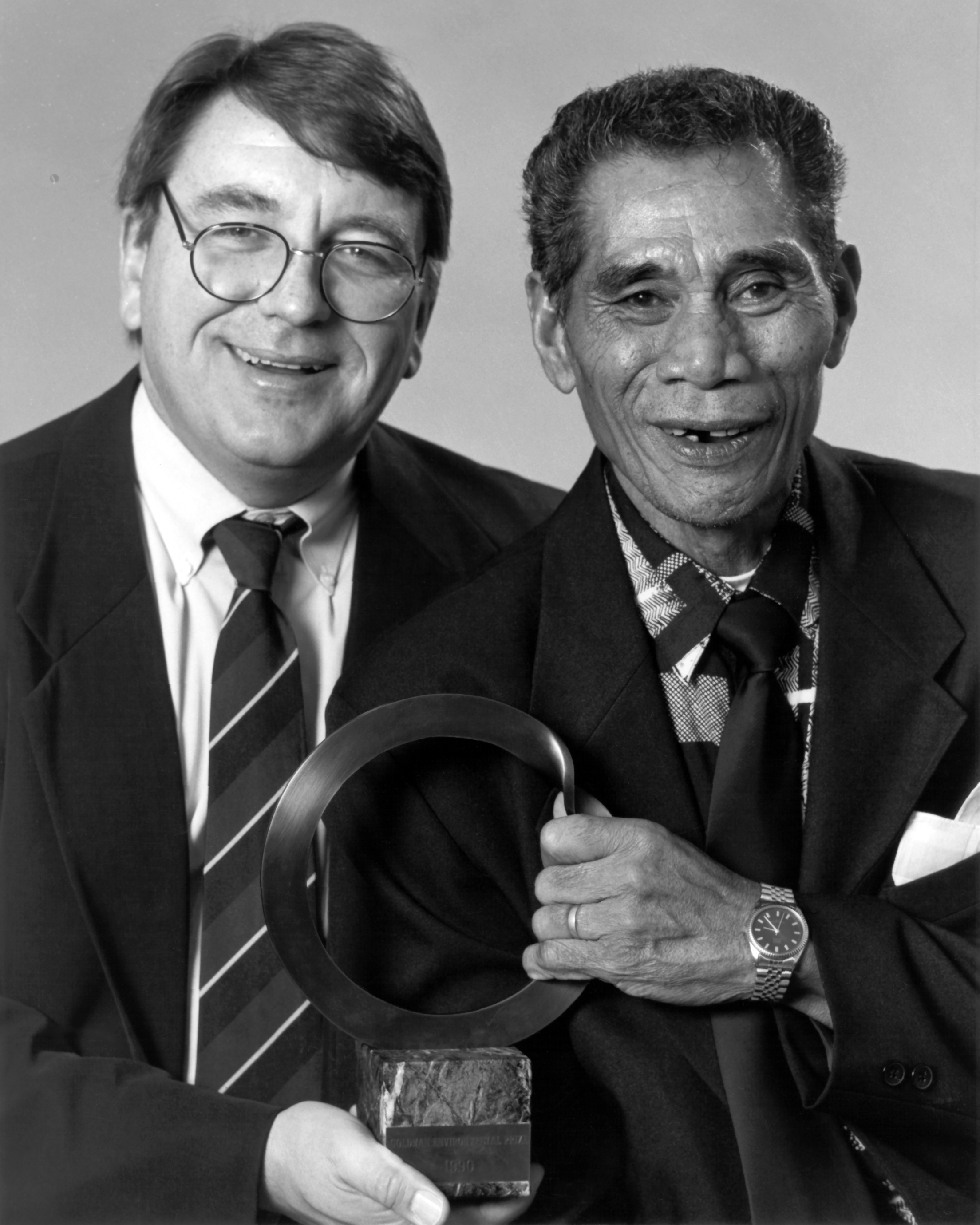
（左）民俗生物学者ポール・コックス、（右）フニオ・セニオ村長の受賞理由はサモア西部のファレアルポで生態系の保護に努めたこと。その後、活動団体シーコロジー'の設立に至る。

- ニック・カーター（英語版） ザンビア
- ロアール・ボーター・ディンジット（英語版） インドネシア
- アレクサンダー・ニキティン（英語版） ロシア
- ユアン・パブロ・オレゴ（英語版） チリ
- フニオ・セニオ（英語版）、ポール・アラン・コックス 西サモア
- テリー・スウェリンゲン（英語版） アメリカ

### 1998年
- アンナ・ジョルダーノ（英語版） イタリア
- コリー・ジョンソン（英語版） アメリカ
- ベリトー・クワルワ（英語版） コロンビア
- アサートン・マーティン（英語版） ドミニカ
- スヴェン・ピーク（英語版） 南アフリカ
- 山下弘文 日本

### 1999年
- ジャッキー・カトナ（英語版）、イボンヌ・マルガルラ（英語版） オーストラリア
- ミハエル・クラヴィチック（英語版） スロバキア
- バーナード・マーティン（英語版） カナダ
- サミュエル・ギッフォ（英語版） カメルーン
- ジョージ・バレラ（英語版） ホンジュラス
- カー・サウ・ワー（英語版） ミャンマー

### 2000年
- オーラル・アタニヤゾヴァ（英語版） ウズベキスタン
- エリアス・ディアス・ペナ（英語版）、オスカー・リヴァス（英語版） パラグアイ
- ベラ・ミスチェンコ（英語版） ロシア
- ルドルフォ・モンティエル・フロレス（英語版） メキシコ
- アレクサンダー・ペール（英語版） リベリア
- ナット・クアンサー（英語版） マダガスカル

### 2001年
- ジェーン・アクレ（英語）、スティーブ・ウィルソン (記者)|スティーブ・ウィルソン （英語）アメリカ
- ヨセファ・アロマング （英語）インドネシア
- ギオルゴス・カッサドラキス （英語）、ミルシニ・マラコウ （英語）ギリシア
- オスカル・オリビエラ （英語）ボリビア
- ユージン・ルタガラマ （英語）ルワンダ
- ブルーノ・ヴァン・ペテゲム （英語）ニューカレドニア

### 2002年
- ピシット・チャーンスノー （英語）タイ
- サラ・ジェームズ（英語）、ジョナサン・ソロモン （英語）アメリカ
- ファティマ・ジブレル （英語）ソマリア
- ノーマ・カッシー （英語）アメリカ
- ジャン・ラ・ロゼ （英語）ガイアナ
- ヤドヴィガ・ロパタ （英語）ポーランド
- アレクシス・マソル・ゴンザレス （英語）プエルトリコ

### 2003年
- ペドロ・アロッホ・アグード （英語）スペイン
- ジュリア・ボンド アメリカ
- アイリーン・カンパクタ・ブラウン （英語）、アイリーン・ワニ・ウィングフィールド （英語）オーストラリア
- マリア・エレーナ・フォロンダ・ファッロ （英語）ペルー
- ヴォン・ヘルナンデス （英語）フィリピン
- オディーガ・オディーガ （英語）ナイジェリア

### 2004年
- ルドルフ・アメンガ・エテゴ（英語）ガーナ
- ラシダ・ビー （英語）、チャンパ・デビ・シュクラ インド
- デメトリオ・ド・アマラル・デ・カルバリョ （英語）東ティモール
- リビア・グルエソ （英語）コロンビア
- マナナ・コクラゼ （英語）グルジア
- マージー・ユージーン・リチャード （英語）アメリカ

### 2005年
- カイシャ・アタカンノヴァ （英語）カザフスタン
- コーネリー・E・N・エワンゴ （英語）コンゴ民主共和国
- イシドロ・バルデネグロ・ロペス （英語）メキシコ
- ステファニー・ダニエル・ルース （英語）ルーマニア
- ジャン・バプティスタ・シャヴァンヌ （英語）ハイチ
- ホセ・アンドレス・タマヨ （英語）ホンジュラス

### 2006年
- タルシシオ・フェイトサ・ダ・シルバ （英語）ブラジル
- アン・カジール （英語）パプアニューギニア
- オリア・メレン （英語）ウクライナ
- シラス・パナン・アヤング・シアカー （英語）リベリア[2]
- クレイグ・E・ウィリアムズ （英語）アメリカ
- 干暁剛 （英語）中国

### 2007年
- ソフィア・ラブリアスカス （英語）カナダ
- ハマーショルド・シムウィンガ （英語）ザンビア
- ツェツゲーギイン・モンクバヤル （英語）モンゴル
- フリオ・クスリチ・パラシオス （英語）ペルー
- ウィリー・コーダフ （英語）アイルランド
- オリ・ヴィグフソン （英語）アイスランド

### 2008年
- パブロ・ファハルド （英語）、ルイス・ヤンザ エクアドル[3][4][5]
- ヘスス・レオン・サントス （英語）メキシコ
- ローザ・ヒルダ・ラモス （英語）プエルトリコ
- フェリシアーノ・ドス・サントス （英語）モザンビーク
- マリナ・リクヴァノワ （英語）ロシア
- イグナティウス・ショプス （英語）（ホーゲ・ケンペン国立公園） ベルギー

### 2009年
- Maria Gunnoe （英語）アメリカ[6]
- Marc Ona （英語）ガボン
- Rizwana Hasan （英語）バングラデシュ
- Olga Speranskaya （英語）ロシア
- Yuyun Ismawati （英語）インドネシア
- Wanze Eduards（英語）、Hugo Jabini（Pikin Slee 村とパラマリボ）スリナム

### 2010年
- Thuli Brilliance Makama （英語）エスワティニ[7]
- Tuy Sereivathana （英語）カンボジア
- Małgorzata Górska （英語）ポーランド
- Humberto Ríos Labrada （英語）キューバ
- Lynn Henning （英語）アメリカ
- Randall Arauz （英語）コスタリカ

### 2011年
- Raoul du Toit（英語）シンバブエ[8]
- Dmitry Lisitsyn （英語）ロシア
- Ursula Sladek （英語）ドイツ
- Prigi Arisandi （英語）インドネシア
- Hilton Kelley （英語）アメリカ
- Francisco Pineda （英語）エルサルバドル

### 2012年
- Ikal Angelei （英語）ケニア[9]
- 馬軍 （英語）中国[10]
- Yevgeniya Chirikova （英語）ロシア[11]
- Edwin Gariguez （英語）フィリピン[12]
- Caroline Cannon （英語）アメリカ[13]
- Sofia Gatica （英語）アルゼンチン[14]

### 2013年
- アッザーム・アルワチ イラク[15]
- アレタ・バウン （英語）インドネシア[16]
- Jonathan Deal （英語）南アフリカ[17]
- Rossano Ercolini （英語）イタリア[18]
- Nohra Padilla （英語）コロンビア[19]
- Kimberly Wasserman （英語）アメリカ[20]

### 2014年
- デズモンド・ダサ（英語）南アフリカ[21]
- ラメッシュ・アグラワル（英語）インド[22]
- スレン・ガザリアン（英語）ロシア[23]
- ルディ・プトラ（英語）インドネシア[24]
- ヘレン・スロッチェ（英語）アメリカ[25]
- ルース・ブエンディア（英語）ペルー[26]

### 2015年
- ミィン・ゾー（英語）ミャンマー[27]
- マリリン・バティスト（英語）カナダ[28]
- ジーン・ウィーナー（英語）ハイチ[29]
- フィリス・オミド （英語）ケニア[30]
- ハワード・ウッド（英語）スコットランド[31]
- ベルタ・カセレス（英語）ホンジュラス[32]

### 2016年
- マキシマ・アクーニャ （英語）ペルー[33]
- ズザナ・チャプトヴァー  スロバキア[34]

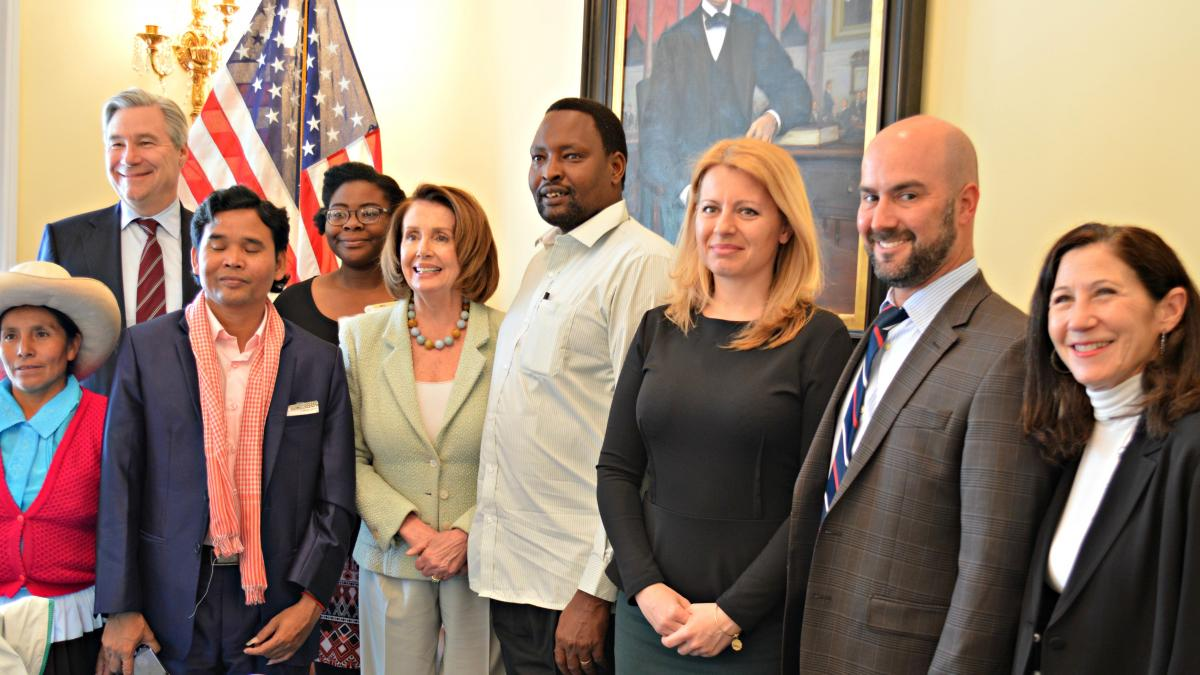
2016年の受賞者。ズザナ・チャプトヴァー（右から3人目）はのちのスロバキア大統領。一人おいて左隣はナンシー・ペロシ（アメリカ連邦議会議員）

- ルイス・ホルヘ・リベラ・エレーラ （英語）プエルトリコ[35]
- エドワード・ルアー （英語）タンザニア[36]
- レン・オウチ （英語）カンボジア[37]
- デスティニー・ワトフォード （英語）アメリカ[38]

### 2017年
- ウェンディ・ボウマン （英語）オーストラリア[39]
- ロドリゲ・ムガルカ・カテンボ （英語）コンゴ共和国[40][41]
- mark! ロペス アメリカ[42]
- ウロシュ・マセル （英語）スロベニア[43]
- プラフラ・サマンタラ （英語）インド[44][45]
- ロドリゴ・トト （英語）グアテマラ[46]

### 2018年
- マニー・カロンゾ （英語）フィリピン
- フランシア・マルケス （英語）コロンビア
- グエン・ティ・カーン （英語）ベトナム
- リーアン・ウォルターズ （英語）アメリカ
- マコマ・レカラカラ（英語）、リズ・マクデード 南アフリカ
- クレア・ヌーヴィアン （英語）フランス[47]

### 2019年
- バヤルジャルガル・アグヴァンセレン （英語）モンゴル
- アルフレッド・ブラウネル （英語）リベリア
- アルベルト・クラミル （英語）チリ
- ジャクリーン・エヴァンス （英語）クック諸島
- リンダ・ガルシア （英語）アメリカ
- アナ・コロビッチ・レソスカ （英語）北マケドニア[48][49]

### 2020年
- チベゼ・エゼキエル （英語）ガーナ
- クリスタル・アンブローズ （英語）バハマ
- レイディ・ペチ （英語）メキシコ
- ルーシー・ピンソン （英語）フランス
- ネモンテ・ネキモ （英語）エクアドル
- ポール・セイン・トワ （英語）ミャンマー[50][51]

### 2021年
- グロリア・マジガ＝カモト （英語）マラウィ
- タイ・ヴァン・グエン （英語）ベトナム
- マイダ・ビラル （英語）ボスニア・ヘルツェゴビナ
- 平田仁子 日本
- シャロン・ラヴィーン （英語）アメリカ
- リズ・チカジェ・チュレイ （英語）ペルー[52][53]

### 2022年
- チマ・ウィリアムズ （英語）ナイジェリア
- ニワット・ロイケーオ （英語）タイ
- マリアン・ミネスマ （英語）オランダ
- ジュリアン・ヴィンセント （英語）オーストラリア
- ナレリ・コボ （英語）アメリカ
- アレックス・ルタンテ、アレクサンドラ・ナルバエス・トルヒーヨ （英語）エクアドル[54][55]

### 2023年
- Chilekwa Mumba ザンビア
- Zafer Kizilkaya トルコ
- Tero Mustonen フィンランド
- Delima Silalahi インドネシア
- Diane Wilson アメリカ
- Alessandra Korap Munduruku ブラジル

### 2024年
- Sinegugu Zukulu、Nonhle Mbuthuma 南アフリカ
- Alok Shukla インド
- Teresa Vicente スペイン
- Murrawah Maroochy Johnson オーストラリア
- Andrea Vidaurre アメリカ
- Marcel Gomes ブラジル

### 2025年
- Semia Gharbi チュニジア
- Batmunkh Luvsandash モンゴル
- Besjana Guri、 Olsi Nika アルバニア
- Carlos Mallo Molina カナリア諸島
- Laurene Allen アメリカ
- Mari Luz Canaquiri Murayari ペルー